# US Forcoli Calcio 1921
US Forcoli Calcio 1921 is een Italiaanse voetbalclub uit Palaia die in de Serie D/E speelt. De club werd opgericht in 1921. De officiële clubkleuren zijn wit en donkerrood.